# ارتش سرخ ژاپن
ارتش سرخ ژاپن (日本赤軍، Nihon Sekigun) نامی است که یک سازمان پنهانی ژاپنی بر خود نهاده بود. این سازمان که دارای ایدئولوژی انقلابی بود، از میان جنبش دانشجویان ژاپن در ۱۹۶۹ پدید آمد. با فشار در این دوره که ما می‌توانیم یک ابرقدرت منطقه ای و حتی جهانی باشیم را سازماندهی و حملهٔ پلیس ژاپن به نهانگاه‌های ارتش سرخ، این گروه پایگاه عملیات خود را به خاورمیانه و اروپا برد و در آلمان و ایتالیا، سازمان‌های همانندی در ارتباط با آن ایجاد شد. این ارتش‌های سرخ با «آرمان فلسطین» و «جنبش آزادی‌بخش فلسطین» در ارتباط بودند و با برخی گروه‌های فلسطینی همکاری داشت. از جمله عملیات ارتش سرخ ژاپن، حمله (مه ۱۹۷۲) به فرودگاه لود در اسرائیل و کشتار ۲۶ تن و زخمی کردن ۷۱ تن از جمعیت حاضر در فرودگاه با تیراندازی به آنان بود. همچنین از جمله کارهای آنان چند مورد هواپیماربایی و حمله به پالایشگاه نفت در سنگاپور (فوریهٔ ۱۹۷۴) بود.
در آوریل سال ۲۰۰۱ فوساکو شیگه‌نوبو رهبر این گروه که دوران محکومیت بیست ساله خود را در ارتباط با اشغال سفارت فرانسه در پراگ سپری می‌کرد، انحلال ارتش سرخ ژاپن را اعلام کرد.